# Goednes abnormalis
Goednes abnormalis — вид еребід з підродини совок-п'ядунів, єдиний у роді Goednes. Трапляються в Суринамі. Відомий лише самець.

## Опис
Тіло сірого забарвлення. Полапки вдвічі довші за голову, другий членик коричневий з білою верхівкою, третій членик темнобрунатний. Ноги вкриті гладенькими лусочками. Крила світлосірі, подекуди з трохи темнішими лусочками, лінії та тіні блідо-коричневі. Верхівка переднього крила гостра. Розмах крил — 1,7 см.